# Netzwerk

Schematische Darstellung eines Netzes

Nicht jedes System mit Elementen und Verbindungen ist auch ein Netzwerk: erst bei einer engen Vermaschung (in dieser Grafik Beispiel Nr. 2 und Nr. 4) spricht man von einem Netzwerk.

Als Netze oder Netzwerke (englisch net oder englisch network) werden interdisziplinär Systeme bezeichnet, deren zugrundeliegende Struktur sich mathematisch als Graph modellieren lässt und die über Mechanismen zu ihrer Selbstorganisation verfügen. Der Graph besteht aus einer Menge von Elementen (Knoten), die mittels Verbindungen (Kanten) miteinander verbunden sind. Ein geschlossener Zug aus Kanten und Knoten heißt Masche.
Das eigentliche Kennzeichen eines Netzwerks gegenüber anderen Typen von Graphen in der Graphentheorie ist, dass in Netzwerken der Großteil der Knoten zu einer oder mehreren Maschen gehört. Die Mechanismen zur Organisation von Netzwerken beziehen sich definitorisch auf die durch die Maschen gegebenen redundanten Verbindungen im Netzwerk, welche unterschiedliche Verbindungswege zulassen.
Netzwerke werden auf einer abstrakten Ebene in der Netzwerkforschung untersucht und in der Praxis in den jeweiligen Anwendungsgebieten, aus denen die konkreten Netze stammen. Die Netzwerkökonomik analysiert die wirtschaftlichen Aspekte von Netzwerken.

## „Netz“ und „Netzwerk“
In der deutschen Sprache werden zur Bezeichnung vernetzter Systeme sowohl die Begriffe „Netz“ als auch „Netzwerk“ verwendet. Diese sind nicht deckungsgleich. In der Regel wird das englische Wort network sprachlich besser mit „Netz“ übersetzt, zum Beispiel telephone network mit Telefonnetz (und nicht mit „Telefonnetzwerk“), computer network mit Rechnernetz, radio network mit Funknetz und sensor network mit Sensornetz. Während der Begriff „Netz“ allgemeiner ist, bezieht sich der Begriff „Netzwerk“ speziell auf eng vermaschte Netze mit vielen redundanten Verbindungen.

## Übernahmen in Einzelwissenschaften
In der Ethnologie, der Soziologie und der Psychologie wurde der Begriff als „Soziales Netzwerk“ übernommen. In der Betriebswirtschaftslehre und Logistik kennt man Produktions-, Beschaffungs- und Distributionsnetzwerke, in der Organisationslehre und Arbeitswissenschaft auch „Netzwerkorganisation“. In der Systemtheorie wird mit „Netzwerk“ eine Menge von miteinander auf definierte Weise verbundenen, autonomen Objekten bezeichnet, die ein gesamtes System bilden.
Auch in der Politikwissenschaft wird der Netzwerkbegriff verwendet. In der Steuerungstheorie wird unter Politiknetzwerken das Zusammenwirken privater (Unternehmen, Interessensgruppen) und öffentlicher Akteure in bestimmten Politikbereichen verstanden. Das Ergebnis sind nicht-hierarchische, dezentrale politische Netzwerke. Andere Autoren verwenden das Netzwerkkonzept allgemein für die Bezeichnung verschiedener Formen öffentlich-privater Kooperation, die nicht unbedingt dezentral organisiert sein muss. Thematisiert wird von beiden Ansätzen der Austausch von Ressourcen zwischen den beteiligten Akteuren. Politiknetzwerke können hinsichtlich der Politikformulierung- und -implementation entstehen. Eine der neusten Entwicklungen stellt die Differierende Netzwerktheorie (DFN-Theorie) dar.
Neuerdings wird in den Kulturwissenschaften versucht, den Netzwerkbegriff als Basis zur Verständigung der Einzelwissenschaften über bestimmte Gegenstandsbereiche nutzbar zu machen und deshalb transdisziplinär (Transdisziplinarität) zu konzeptualisieren.
Auch einige Theorien der Internationalen Beziehungen, wie Global Governance und Strömungen des Konstruktivismus, konstatieren die Entstehung von Netzwerken auf internationaler Ebene. Auch diese sind meist gemischter Natur; die beteiligten Akteure sind beispielsweise internationale Organisationen, Staaten, einzelne Ministerien bzw. staatliche Agenturen, INGOs, NGOs und/oder Unternehmen. Zu ihren Aktivitäten gehören beispielsweise der Einsatz für bestimmte Minderheiten und für die Umwelt, das Setzen neuer Themen auf die globale Agenda sowie das Verhandeln von globalen Standards.
In der Rechtswissenschaft finden sich erste Versuche, das Netzwerk-Paradigma für ein neues und tieferes Verständnis des Rechts fruchtbar zu machen. Das Recht wird dabei als komplexes Netzwerk begriffen. Es weist auch die Eigenschaften auf, die für ein Netzwerk typisch sind – etwa Reziprozität, Interaktivität und Non-Linearität. Zunehmend entwickelt sich ein Verständnis dafür, dass das Recht deshalb ein „unscharfes Recht“ ist.
In der Wirtschaftswissenschaft und Logistik werden auch Absatzketten, Handelsketten, Lieferketten, Transportketten oder Vertriebsketten zu den Netzwerken gerechnet, denn beispielsweise die Lieferanten koordinieren mit Zeitmanagement in einer Lieferkette den optimalen Transport von Transportgut vor allem im kombinierten Verkehr mit verschiedenen Verkehrsträgern.
In der Literaturwissenschaft werden im weiteren Sinne auch Lexika (wie Wikipedia) als Netzwerke verstanden, wobei die Knoten durch Wörter gebildet werden. Durch Querverweise oder links sind sie mit anderen Worten verbunden.

## Mathematische Grundlagen
Ein Netzwerk {\displaystyle N=(G,u,s,t)} besteht mathematisch aus einem gerichteten Graphen {\displaystyle G=(V,E)} mit mindestens zwei bezeichneten Netzknoten {\displaystyle K}, einer Quelle {\displaystyle s} und einer Senke {\displaystyle t} aus {\displaystyle V}, sowie einer Kapazitätsfunktion {\displaystyle u\colon E\rightarrow \mathbb {R} _{+}}, die jeder Kante {\displaystyle e\in E} eine nicht-negative Kapazität zuweist, {\displaystyle e\mapsto u(e)}:
{\displaystyle N=G+K+s+t+u\colon E\rightarrow \mathbb {R} _{+}e\in E}.
Ein so definiertes Netzwerk beinhaltet Interdependenzen, welche Teile des Netzwerks oder das ganze Netzwerk beeinflussen.

## Netzwerke zwischen Organisation und Markt

### Entstehung
Netzwerkstrukturen gibt es in allen – auch vor- und frühgeschichtlichen – Gesellschaften. Dabei handelt es sich um übergreifende, jedoch auf bestimmte Situationen oder Anlässe begrenzte Interaktions- und Kooperationsmuster jenseits fester Clanstrukturen oder sporadischer Austauschbeziehungen (z. B. Schamanennetzwerke). Im Mittelalter bildeten sich große überregionale Personennetzwerke auf Basis gemeinsamer Interessen, so etwa die Hanse.
Charakteristisch für die Neuzeit sind jedoch Netzwerke von Organisationen. Diese entstanden bereits frühzeitig überall dort, wo raumübergreifend tätige oder mobile Wirtschaftsakteure mit wechselnden lokalen Partnern zusammenarbeiten, deren lokale Ressourcen sie nutzen wollen (so z. B. im Baugewerbe, bei Handelsvertretungen) oder wo eine Gruppe lokaler Partner sich zur Bearbeitung eines komplexen Auftrags auf Zeit zusammenfindet. Seit Beginn des 20. Jahrhunderts bilden sich Netzwerke auch dort, wo hohe Anforderungen an Innovation eine permanente Zusammenarbeit von Akteuren in einer festen Organisation verbieten (z. B. in der Film- und Kreativwirtschaft).
Insbesondere seit den 1990er Jahren haben sich Organisationsstrukturen stark verändert. Globalisierung, schneller technologischer Wandel und daraus resultierender rascher Informationsaustausch führen zu immer schneller wechselnden Marktkonstellationen und international agierenden Organisationen. Die Grenzen in und zwischen Organisationen verändern sich ebenso wie die Grenzen zwischen Umwelt und Organisationen (boundaryless organization). Diese Umstände ziehen Veränderungen der Organisationsstruktur in Richtung der Schaffung flexibler Netzwerke und steigender Anforderungen an die Netzwerksteuerung nach sich.
Netzwerke können in unterschiedlichem Umfang sowohl durch Elemente der Hierarchie wie des Marktes geprägt sein. Dementsprechend sind sie eher zentralisiert oder dezentralisiert.

### Quasi-Internalisierung und Quasi-Externalisierung
Netzwerke entstehen nach Sydow (2010) durch den Trend zur disaggregierten Organisation. Dabei wirken die Prozesse der „Quasi-Externalisierung“ und der „Quasi-Internalisierung“. Zunächst zur Quasi-Externalisierung: Durch die Vermarktlichung wird ein traditionell vertikal bzw. horizontal integriertes Unternehmen „disaggregiert“, d. h. ausgegliedert. Es entstehen auf diese Weise hochgradig autonome, marktlich geführte interne Einheiten. Ein Beispiel hierfür können betriebszugehörige Unternehmensberatungen sein, die sowohl Aufträge von ihrer eigenen Organisation, als auch externe Aufträge annehmen können. Der zweite Prozess (Quasi-Internalisierung) bezieht sich auf die traditionelle Stellung eines einzelnen Unternehmens im Markt. Diese Stellung ist durch den Zusammenschluss und teilweise auch durch die Vermarktlichung neu hierarchisiert worden. Die Unternehmen haben einen Wandel vollzogen von autonomen Positionen auf dem Markt zu autonomen Unternehmungen mit hierarchieartigen Beziehungen untereinander. Der Prozess der Hierarchisierung lässt sich beispielhaft aufzeigen anhand des Zulieferer-Netzwerks großer Automobilkonzerne wie BMW. Die einzelnen Zulieferer sind zwar autonome Organisationen (wie z. B. BASF, Siemens und Hella), aber durch Verträge und Kaufkraft eines so großen Wirtschaftspartners hierarchisch von den Entscheidungen von BMW abhängig und damit untergeordnet. Eine Quasi-Internalisierung findet aufgrund der Intensivierung der Zusammenarbeit von schon locker bestehenden Austauschbeziehungen zwischen einzelnen Organisationen statt.

### Netzwerksteuerung
Im allgemeinen Verständnis bedeutet Steuerung „das Bemühen um Verringerung der Differenz“ (Luhmann, 1988). Netzwerksteuerung bedeutet demnach nach Sydow die Steuerung interorganisationaler Netzwerke mit der Bemühung, eine Differenz zwischen einem gewünschten und sich aufzeigenden Systemzustand zu verringern. Angestrebt wird hierbei eine graduelle Beeinflussung von Ereignissen und Interaktionen.
Insgesamt können vier Steuerungsebenen unterschieden werden.

#### Ebene des interorganisationalen Netzwerks
Im Fokus steht hierbei die Steuerung des Netzwerkes mit Organisationen, deren Interaktionen und Beziehungen. Grundlage hierfür bildet die Annahme, dass Netzwerke als soziales System zu verstehen sind, das sich vor allem durch die Qualität von Beziehungen beschreiben lässt. Es resultiert daraus, dass das Systemverhalten vor allem von der Qualität des Beziehungszusammenhangs abhängig ist. Dementsprechend wird auf dieser Ebene der Steuerung die Einflussnahme und Gestaltung über den Beziehungszusammenhang (z. B. kooperative, kompetitive Unternehmensbeziehungen) berücksichtigt.

#### Steuerung einzelner Organisationen
Hierbei wird die wechselseitige Beeinflussung von Organisationen betrachtet: Einerseits inwieweit das Management der Unternehmen die Netzwerksteuerung ermöglicht bzw. begrenzt und andererseits inwieweit die Netzwerksteuerung das Management dieser Unternehmen beeinflusst.

#### Steuerung von Individuen
Im Zentrum dieser Ansicht steht das Individuum; genauer inwieweit die Aktivitäten von Individuen in intra- und interorganisationalen Netzwerken gesteuert werden können.
Bei dieser komplexen Darstellung ist zu berücksichtigen, dass Individuen dabei in einem doppelten Handlungsrahmen agieren (intraorganisational: das Individuum mit dem Arbeitsvertrag; interorganisational: im Netzwerk als Ganzes).

#### Ebene institutioneller Kontexte
Im Vordergrund steht hierbei die Betrachtung der Beeinflussung bzw. die Beeinflussbarkeit der Netzwerke über Veränderungen von Akteurkonstellationen, Technologien (Werkzeuge, Wissensbestände…), staatliche Regulation (Gesetze) und Praktiken (Finanzierung, Produktion).
Bei der Netzwerksteuerung ist es sinnvollnicht sind die vier beschriebene Ebenen in ihrer Komplexität und wechselseitigen Beeinflussung zu berücksichtigen. Viele Autoren halten jedoch die Netzwerksteuerung für extrem komplex und ihren Erfolg für wenig vorhersagbar. Netzwerke scheitern oft an der Schwäche der zentralen Organisation, am Mangel an Vertrauen und an Opportunismus und Rivalität.

### Knoten und Kanten
Netzwerke sind eine Konfiguration aus Knoten und Kanten. Knoten, die als Akteure verstanden werden, können sowohl Einzelpersonen als auch Gruppen sein. Die Kanten verbinden die einzelnen Akteure miteinander und stellen somit eine Beziehung dar. Die Kanten dienen den Akteuren als Kanäle, über die Informationen und Wissen transportiert und ausgetauscht werden.

### Beziehungsstärke
Die Beziehungsstärke der Akteure untereinander wird bestimmt durch die emotionale Intensität, dem Grad des Vertrauens, der Reziprozität und der gemeinsam verbrachten Zeit. Entsprechend der Ausprägung dieser Merkmale lassen sich starke und schwache Beziehungen unterscheiden. Starke Beziehungen sind durch eine engmaschige Struktur gekennzeichnet, innerhalb der die Motivation der Akteure hoch ist Informationen und Wissen zu tauschen und weiterzuleiten. Schwache Beziehungen sind durch eine offene Struktur gekennzeichnet, die es Informationen ermöglicht größere Distanzen zu überwinden.

### Dichte
Die Dichte des Netzwerkes gibt an, wie stark die Akteure untereinander vernetzt sind. Je größer die Anzahl der Beziehungen ist, desto stärker erhöht sich die Möglichkeit Informationen auszutauschen.

### Reichweite
Die Reichweite gibt an, in welchem Maß die Beziehungen der Akteure über das eigene Netzwerk hinausreichen.

### Wissenstransfer in Netzwerken
Wissenstransfer und Wissensaustausch stehen in komplexen Beziehungen zu Dichte, Reichweite und Beziehungsstärke des Netzwerkes.
Starke Beziehungen eignen sich durch die stärkere emotionale Bindung der Akteure für den Transfer von komplexem und implizitem Wissen. Hier sind die Akteure eher bereit, Zeit aufzuwenden um komplexe Zusammenhänge zu erklären und schwer zu verbalisierendes Wissen weiterzugeben. Allerdings versperren starke Beziehungen durch ihre Redundanz Kommunikationswege, auf denen neue Informationen in das Netzwerk gelangen können. Für die Diffusion von neuen Wissensinhalten sind schwache Beziehungen besser geeignet, da hier eine größere Anzahl von Akteuren erreicht wird und eine größere Offenheit des Netzwerkes gewährleistet wird. Schwache Bindungen sind der Grundstein für Kreativität und innovative Entwicklungen.
Die Dichte des Netzwerkes stellt die Grundlage für Wissensaustausch und Wissenskombination dar, wobei es hier wichtig für den Akteur ist, den Wert der einzelnen Beziehungen zu kennen. Reichen die Beziehungen der Akteure über die Grenzen des Netzwerkes hinaus, erleichtert eine gemeinsame Wissensbasis den Transfer von Wissen und das Lernen voneinander.
Je komplexer ein Akteur in der Lage ist zu netzwerken, umso leichter fällt es ihm komplexes Wissen zu entwickeln, zu transportieren und mit dem im Netzwerk vorhandenen Wissen zu kombinieren.
Neben der großen Bedeutung von Netzwerkbeziehungen und deren Gestaltung für den Wissensgewinn und -austausch, spielt vor allem das von der Organisation/dem Netzwerk getätigte Wissensmanagement auf allen Ebenen der Informationsverarbeitung eine entscheidende Rolle. Die systematische Förderung von Kreativität zur Ideengenerierung sowie die Gestaltung von Strategien zum Wissenstransfer zwischen Akteuren und das Zugänglichmachen von im Netzwerk vorhandenem Wissen stellt eine wichtige Voraussetzung für Innovationen in Netzwerken dar.

### Auflösung
Beziehungen innerhalb von Netzwerken beschränken sich nicht allein auf die Verbindung zweier, isoliert zu betrachtender Akteure. Vielmehr formen diese Dyaden ein komplexes Muster an Konnektivitäten und Verzweigungen über die Dyade hinaus (Kilduff & Brass, 2010). Möchte man untersuchen, durch welche Faktoren das Netzwerk grundlegend aufrechterhalten bleibt, spielt der mathematische Begriff der Konnektivität eine zentrale Rolle. Die Konnektivität gibt die minimale Anzahl an Verbindungen, also Knoten und/oder Kanten, an, die entfernt werden muss, um das gesamte Netzwerk aufzulösen. Hier sind bestimmte Hauptakteure, Strippenzieher im Fokus. Diese sogenannten weak ties (Granovetter, 1973) haben eine besonders wichtige Position innerhalb des Netzwerkes, da sie Brückenglieder zwischen anderen Akteuren sind, die ohne sie keinen oder nur erschwerten Kontakt über längere Umwege hätten. So kann es sein, dass ein weit verzweigtes Netzwerk bei Entfernung nur eines Akteurs vollständig zusammenbricht. Praktisch relevant ist das Wissen über Konnektivitäten beispielsweise bei der Bekämpfung von Terrornetzwerken.

## Netzwerkmanagement
Sydow und Windeler (2000) unterscheiden folgende 4 Funktionen des interorganisationalen Managements.

### Managementfunktionen

#### Selektion
Die grundlegende Überlegung hierbei ist, wer soll ins Netzwerk aufgenommen werden bzw. wer soll im Netzwerk verbleiben. Die Partner müssen hierfür eine Passung von der Intention und der Eignung aufweisen, um somit die Netzwerkziele zu erfüllen. Zu differenzieren sind die Positivselektion (Auswahl geeigneter Netzwerkpartner), Negativselektion (Aussortierung ungeeigneter Netzwerkpartner) und die Re-Selektion (Auswahl bewährter Partner).

#### Allokation
Im Wesentlichen handelt es sich hierbei um die Verteilung von Ressourcen, Zuständigkeiten und Aufgaben. Diese Verteilung sollte entsprechend der jeweiligen Kompetenzen bzw. der Konkurrenzvorteile erfolgen.

#### Regulation
An dieser Stelle wird die Frage aufgeworfen, wie und worüber die Erledigung der Aufgaben aufeinander abgestimmt werden sollen. Im Zentrum steht dabei die Ausarbeitung von informellen und formellen Regeln der Zusammenarbeit.

#### Evaluation
Von Bedeutung in diesem Zusammenhang sind die Verteilung und Bestimmung der Kosten und des Nutzens im Netzwerkzusammenhang. Die Analyse kann sich hierbei auf das gesamte Netzwerk, auf ein Teilnetzwerk oder auf einzelne dyadische Beziehungen beziehen.

#### Fazit
Diese Funktionen sind als ständige Aufgabe des Managements zu verstehen. Entscheidung ist die Ausbalancierung der daraus resultierenden Spannungsverhältnisse: Autonomie vs. Abhängigkeit; Vertrauen vs. Kontrolle, Kooperation vs. Wettbewerb. Dies gilt es bei der Netzwerksteuerung zu berücksichtigen und im Netzwerk auszutarieren.

## Netzwerkberatung
Unter Netzwerkberatung versteht man die Beratung von Netzwerken als Organisationsform, also die Beratung von rechtlich selbstständigen Akteuren, die in einem Netzwerk kooperieren. Sie umfasst alle Interventionen, die sich auf die Bildung, das Management, die (Weiter-)Entwicklung und auch die Beendigung dieser interorganisationalen Arrangements richten.
Einzelne Akteure können Adressat (– deren Einzelinteressen jedoch nicht ausschließlicher Inhalt –) der Beratung sein: Die Abgrenzung zur Organisationsberatung besteht in der angestrebten Berücksichtigung der Interessen und Bedürfnisse des gesamten Netzwerks.

### Beratungsansätze
Sydow (2006) nennt drei Ansätze, die im Wesentlichen der Organisationsberatung entstammen und für die Netzwerkberatung spezifiziert bzw. angepasst werden können: inhaltsorientierte, prozessorientierte und reflexive Beratung.
Bei der inhaltsorientierten Beratung steht die Vermittlung von Fachwissen im Mittelpunkt. Die Beratung ist dabei an die inhaltliche Expertise des Beraters geknüpft, sowie an dessen Fähigkeit, Probleme zu definieren und entsprechende vorgefertigte Lösungen bieten. Ein klassisches Beispiel ist die Vermittlung von „Best Practices“.
Der prozessorientierte Beratungsansatz geht hingegen davon aus, dass nicht neues Wissen von außen eingebracht werden muss, sondern bereits latent im System vorhanden ist. Aufgabe der Beratung ist, den Prozess der Wissensmobilisierung zu aktivieren und zu begleiten, um so konkrete Probleme zu lösen. Um diese Begleitung zu leisten, ist der Ansatz strukturoffen und phasenspezifisch-zyklisch: Der Diagnose folgt eine Intervention und daraufhin eine aktualisierte Diagnose und angepasste Intervention (vgl. auch die systemische Schleife).
Die Ansätze sind kombinierbar.
Des Weiteren lässt sich laut Sydow in beide oben genannte ein flexibler Grad von „Reflexivität“ (abgeleitet von Moldaschl) integrieren. Dies erfordert u. a. eine stärkere Einfühlung in komplexe Kontexte, Systemrationalitäten und Anerkennung der unüberschaubaren Dynamiken im Handlungsverlauf. Reflexivität fordert eine große Bewusstheit und Aktivität der Berater und Klienten. Verschiedenste Perspektiven, inklusive der des Beraters, sollen berücksichtigt werden. Evaluation und Metaberatung werden verstärkt gefordert.
Der inhaltsorientierte Ansatz besitzt in Bezug auf die Steuerung von komplexen Systemen eine sehr steuerungsoptimistische Perspektive. Laut Sydow wird die Perspektive durch mehr Reflexivität realistischer. Der prozessorientierte Ansatz, der vom Wesen her steuerungspessimistisch ist, gewinnt an Optimismus.
Durch die veränderten Anforderungen der gesteigerten Komplexität und Dynamik in Organisationen, die in Netzwerken zusammenarbeiten, scheint sich der vermehrte Einsatz von Prozessberatung und insbesondere Reflexivität hier besonders anzubieten.

### Erscheinungsformen
Die Netzwerkberatung kann durch einen einzelnen Berater bzw. ein einzelnes Beratungsunternehmen erfolgen. Bei dieser Form der Beratung wird weiterhin unterschieden zwischen externer (durch ein eigenständiges Beratungsunternehmen) und interner Beratung (durch eine Beratungsabteilung innerhalb der Organisation).
Eine zweite Form der Netzwerkberatung stellt die Vernetzung von Beratern und Beratungsunternehmen dar. Dabei sind die einzelnen Berater und Beratungsunternehmen rechtlich selbstständige Akteure, aber wirtschaftlich, aufgrund eines gemeinsamen Auftrages, mehr oder weniger voneinander abhängig. Tendenziell handelt es sich bei Beratungsnetzwerken um längerfristige Kooperationen, die häufig arbeitsteilig agieren. Vorteile von Beratungsnetzwerken sind die Bündelung von Kompetenzen, die Förderung von Lernen und Innovationen, die Auslastung von Kapazitäten und die Akquisition neuer Kunden.

### Aufgaben
Nach Sydow gehören zu den Aufgaben der Netzwerkberatung:
- die Bildung,
- das Management,
- die (Weiter-)Entwicklung und
- die Beendigung

von interorganisationalen Arrangements zwischen zwei oder mehr Organisationen.

### Instrumente
In der Netzwerkberatung können die eingesetzten Instrumente entweder der Fach- oder der Prozessberatung zugeordnet werden (Sydow, J. & Manning, S., 2006).
Die Instrumente der Fachberatung zielen eher auf die Bewertung von Ist- und Sollzuständen ab und dienen u. a.
- der Evaluation und Bewertung der aktuellen und auch potentiellen Netzwerkpartner (z. B. mithilfe der Punktbewertungsverfahren oder Tiefeninterviews),
- der Qualifizierung der Netzwerkpartner (z. B. mithilfe verschiedener Programme der Lieferantenentwicklung) und/oder
- der Aufgaben- und Ressourcenallokation (oft nur mithilfe von einfachen Listen und Plänen).

Die Instrumente der Prozessberatung wurden aus der klassischen Organisationsentwicklung übernommen. Genutzt werden Mediation, Moderation und Coaching, um die Netzwerkpartner bei ihrer gemeinsamen Entwicklung von Zielen und Handlungsschritten zu unterstützen.

## Netzwerkmoderation
Moderation ist eine externe und neutrale Unterstützung von Gruppenprozessen. In einem Netzwerk sind die Mitglieder häufig nicht einzelne Personen, sondern Organisationen, die ihrerseits wieder von Personen repräsentiert werden. Entsprechend komplex sind ihre Struktur und ihre Beziehungen.
Netzwerke als freiwillige Zusammenschlüsse können nicht mit hierarchischer Macht gesteuert werden. Deshalb ist der dominante Kooperationsmodus die Verhandlung, die nicht selten der Moderation bedarf.

### Teilsysteme eines Netzwerks
Aufgabe der Netzwerkmoderation ist es nach M. Teller & J. Longmuß (2007), neben der Unterstützung der Gruppenprozesse zusätzliche Steuerungsfunktionen durch Initiierung und Strukturierung von Arbeiten im Netzwerk zu übernehmen. Dabei muss sie unabhängig von Partikularinteressen bleiben. Sie soll die verschiedenen Teilsysteme eines Netzwerkes gleichzeitig im Auge behalten und auf ihre Entwicklung achten. Als Teilsysteme werden dabei unterschieden:
- Im fachlichen Leistungssystem arbeiten die Netzwerkpartner zusammen an der Erreichung der Netzwerkziele. Es umfasst die Produktion bzw. Wertschöpfungsprozesse im weitesten Sinne (auch die Generierung von sozialem Nutzen).
- Für das fachliche Leistungssystem ist ein stabiler Handlungsrahmen erforderlich, das Strategie- und Entscheidungssystem. Es enthält vor allem die Strategiebestimmung, das Leitbild und die internen Regeln, die langfristige Netzwerksteuerung und die Netzwerkevaluation.
- Für eine Steuerung des Netzwerkes in der alltäglichen Arbeit ist ein Operatives Managementsystem erforderlich. Dies umfasst je nach Netzwerk z. B. das Erstellen von Leistungs- und Produktangeboten, Controlling und Finanzwesen, Marketing, Partnerakquisition und Corporate Design.
- Für eine langfristige reibungsarme Kooperation braucht das Netzwerk ein Sozial- und Organisationsentwicklungssystem. Dazu gehören die Organisationsentwicklung, Personal- und Partnerbetreuung und die Entwicklung einer förderlichen Netzwerkkultur.
- Für eine hohe Transparenz und eine gute Kommunikation im Netzwerk ist schließlich auch ein Informationssystem erforderlich, zu dem Informationsbeschaffung, die interne Kommunikation, Wissensmanagement und die Dokumentation gehören können.

### Die Ebenen der Netzwerkmoderation
Um der komplexen Umgebung gerecht werden zu können, muss die Netzwerkmoderation nach Teller & Longmuß (2007) auf drei Ebenen arbeiten:
- Strategisch, d. h., sie muss u. a. Schwerpunktsetzungen in Abhängigkeit vom Entwicklungsstadium des Netzwerks anregen, Fortschrittsbedingungen bzw. -faktoren identifizieren und diese in die Verabredung von Maßnahmen umsetzen;
- Organisatorisch, d. h., sie muss u. a. die Netzwerkarbeit systematisieren, das Zusammenspiel der Netzwerk-Teilsysteme beobachten, funktionale Defizite aufdecken sowie den Aufbau transparenter Organisationsstrukturen, Rollendefinitionen und Verhaltensroutinen unterstützen;
- Sozial und kulturell, d. h., unter anderem die Akteure für die soziale Komplexität des Netzwerks sensibilisieren, die Formulierung von Annahmen, Erwartungen, Einstellungen und Befürchtungen unterstützen sowie zu einer Klärung von Konflikten beitragen.

## Netzevaluation
Generelles Ziel der Evaluation von Netzen ist das Bemühen um eine kontinuierliche Verbesserung der Netzwerkarbeit.
Die Fragen, wie man den Erfolg von Netzwerken – innerhalb eines Zusammenschlusses von mehreren verschiedenen Akteuren – misst und was in diesem Zusammenhang Erfolg bedeutet, sind mit den vorhandenen Methoden und Instrumenten der betriebswirtschaftlichen Erfolgsmessung und Bewertung nicht mehr hinreichend zu beantworten.
Um in einem Netz zielgerichtet und wirksam handeln zu können, braucht es Klarheit über den internen Zustand des Netzwerkes (Zufriedenheit und Engagement der Mitglieder, Stand der Arbeit, Entwicklungsperspektiven etc.) wie darüber, wie es nach außen wirkt (Image, Wahrnehmung der Resultate durch die Stakeholder, Verbindung mit anderen Initiativen etc.). Eine solche umfassende Analyse erforderte eine Triangulation der Perspektiven, d. h. die Verbindung und den Abgleich von Informationen und Rückmeldungen aus verschiedenen Quellen und vor unterschiedlichem Hintergrund.
Werden alle zugänglichen Informationen ausgewertet, können diese schnell einen kaum noch zu bewältigenden Umfang haben. Deshalb sollten die Informationen mit einem Analyseraster aufbereitet werden, das ein Zusammenfassen, Sortieren, Kombinieren und Vereinfachen erlaubt, ohne wesentlich an Substanz zu verlieren. Dafür hat die GTZ, später GIZ (Deutsche Gesellschaft für Internationale Zusammenarbeit) aufbauend u. a. auf Neugebauer & Bleywl (2006) und Sülzer (2008) ein Werkzeug zur Analyse und Evaluation von Netzwerken ausgearbeitet (GTZ 2010, GIZ 2011).

### Hauptaspekte
Danach ist das Erkenntnisinteresse bei einer Netzwerkevaluation auf drei Hauptaspekte ausgerichtet:
1. Zweck des Netzwerkes: Warum wird das Netzwerk (Kooperationssystem) gefördert und durchgeführt; was soll mit ihm erreicht werden?
2. Struktur des Netzwerkes: Wer ist wie eingebunden; wie sind Beziehungen, Macht- und Entscheidungsstrukturen gestaltet; wer hat welche Aufgaben, Kompetenzen und Verantwortungen im Netzwerk?
3. Prozesse innerhalb des Netzwerkes: Wie sehen die Interaktionen und Abstimmungs- bzw. Entscheidungsprozesse und Kommunikationsverläufe aus; wie zielführend sind sie?

Zu jedem dieser drei Hauptaspekte lassen sich zwei konstituierende Dimensionen definieren, so dass eine umfassende Beschreibung eines Netzwerks mit insgesamt sechs Dimensionen möglich ist. Diese sechs Dimensionen werden in erfolgskritische Merkmale heruntergebrochen, die im Folgenden beschrieben sind.

### Dimensionen der Netzarbeit und ihre Merkmale
1. Der Zweck des Netzes wird unterteilt in
die Dimension Zielsystem, d. h. die gesamte Ausrichtung des Netzes von einem Leitbild bis zu den Zielen der einzelnen Akteure mit den Merkmalen:
  - Leitbild,
  - strategische Ziele,
  - Profil des Netzes,
  - ausreichende Schnittmengen zwischen den Interessen der einzelnen Akteure;

die Dimension Nachhaltigkeit des Netzes, d. h. dessen langfristige Stabilität und Wirksamkeit. Merkmale sind hier:
  - Stabilität des Netzes,
  - (absehbare) Konstanz, auch über eine mögliche Förderphase hinaus,
  - Scaling-up, d. h. die Möglichkeit der Vergrößerung und Reproduzierbarkeit,
  - Diffusion der Ergebnisse, Breitenwirkung der Netzarbeit.
2. Die Struktur des Netzes umfasst die Dimensionen
Akteurslandschaft, d. h. die Gesamtheit aller Beteiligten des Netzwerks, mit den Merkmalen:
  - Komplementarität der Akteure,
  - Kompetenzen der Akteure,
  - ausreichende Ressourcen (Personen, Zeit, Geld),
  - konsistente und zueinanderpassende Aufgaben, Kompetenzen und Verantwortungen der Beteiligten,
  - angemessene Regelungen zu Konkurrenz;

Netz-Steuerung, die in einem oder mehreren Netzknoten verankert sein kann. Erfolgskritische Merkmale sind
  - das strategische und operative Management,
  - eine angemessene Gestaltungsmacht des primären Netzknotens,
  - eine allseits anerkannte Netzmoderation,
  - Ziel- und wirkungsorientierte Arbeit,
  - Dokumentation nach innen und außen.
3. Im Prozess der Netzarbeit werden als Dimensionen unterschieden:
die Interaktion, von der die Stimmung und die Kultur im Netzwerk abhängen, mit den Merkmalen
  - zugewandter und offener Umgang untereinander,
  - Übernahme von Verantwortung für das Gesamtvorhaben durch alle Akteure
  - Gegenseitigkeit, d. h. ein ausgewogenes Verhältnis von Geben und Nehmen,
  - Die Weiterentwicklung der Kooperation;

die Wirkungen, die durch das Netz und die Kooperation erreicht wurden. Erfolgskritische Merkmale sind dabei:
  - die Funktionalität des Netzes,
  - die Effizienz der Netzarbeit,
  - die Effektivität, also der Grad der Zielerreichung,
  - der Emergenzgewinn, d. h. die zusätzlichen Wirkungen, die durch bilaterale Partnerschaften nicht zu erreichen gewesen wären.

Diese Merkmale können nach einem Punktsystem bewertet und die Ergebnisse bei Bedarf numerisch wie grafisch aufbereitet werden.

## Arten
Es gibt je nach Verkehrsart und Verkehrsträger insbesondere folgende Netzwerke:
| Verkehrsart            | Verkehrsträger                   | Verkehrsnetz | Benutzer           | Netzstörung                                                               |
| ---------------------- | -------------------------------- | --- | ------------------ | ------------------------------------------------------------------------- |
| Landverkehr            | Straßenverkehr Schienenverkehr   | Straßennetze Schienennetze | Verkehrsteilnehmer | Straßenverkehrsunfall, Umleitung, Verkehrsstau, Warteschlange, Zugunglück |
| Wasserverkehr          | Binnenschifffahrt Seeschifffahrt | Wasserstraßennetze: Flüsse, Kanäle, Seen Seewege, Unterwasser-Pipelines | Schifffahrt        | Hochwasser, Niedrigwasser, Schiffsunfall, Stau                            |
| Luftverkehr            | Luftstraßen                      | Luftstraßennetz | Luftfahrt          | Flugunfall, Flugverbot, Holdings, Slots                                   |
| Rohrleitungstransport  | Rohrleitungen                    | Erdöl-Pipelines, Fernwärmenetze, Gasnetze, Kanalisation, Stromnetze, Trinkwassernetze | Verbraucher        | Leck, Rohrbruch, Spannungseinbruch, Überspannung                          |
| Nachrichtenübertragung | Kabel, Funkverkehr               | Kommunikationsnetze: Kabelnetze: Breitbandnetze, Kabelfernsehnetze, Glasfasernetze, Internet, Rechnernetze, soziale Netzwerke, Telefonnetze, Verbundnetze; Funknetze: Mobilfunknetze, Infrastruktur-Netzwerke | Benutzer           | Cyberattacke, Funkloch, Telefonwarteschleife, Warteschlange               |
| Zahlungsverkehr        | Rechnernetz                      | Gironetz | Bankensystem       | Cyberattacke, Gridlock                                                    |

Während diese Netzwerke durch technische oder physische Verbindungen miteinander verknüpft sind, bestehen Absatzketten, Lieferketten, Transportketten oder Vertriebsketten aus organisatorischen Verbindungen.

## Netzwerk-Begriffe
Der Benutzer eines Netzwerks muss über einen Netzzugang verfügen, um das Netzwerk nutzen zu können. Das geschieht technisch durch mit dem Netzwerk kompatible Netzwerkgeräte als Netzknoten wie Endgeräte (für das Internet), Fahrzeuge (Straßennetz, Schienennetz, Wasserstraßennetz, Luftstraßennetz), Mobiltelefone (Mobilfunknetz) oder Elektrogeräte (Stromnetz) und rechtlich durch Zugangskennung, Benutzerkonto oder Stromliefervertrag. Das Netzwerk selbst besteht aus dem Netzbetreiber und seinen Kunden (Benutzern). Der Netzbetreiber ist ein Unternehmen, das Netzdienstleistungen erbringt, die im Regelfall über einen Diensteanbieter vermarktet werden. Er arbeitet zur Optimierung des Netzwerks mit einem Netzmanagement. Der Netznutzungsvertrag regelt die Rechtsbeziehungen zwischen dem Netzbetreibern und ihren Kunden, die ein Netznutzungsentgelt zu entrichten haben. Die Netzlast gibt Auskunft über die Auslastung eines Netzwerks durch die Verkehrsleistung wie etwa Datenpakete (Internetverkehr), Belegung oder Verkehrsdichte (Straßenverkehr). Die Netzdichte ist insbesondere im Verkehrswesen das Verhältnis der Länge etwa der Straßen zu der Staatsfläche. Eine Netzstörung schließlich liegt vor, wenn äußere Störquellen (etwa Stromausfall, Überschwemmungen von Straßen) oder im Netzwerk selbst auftretende Störungen (Cyberattacken im Internet, Netzunterspannung im Stromnetz, Netzüberlastung) eintreten.

## Wirtschaftliche Aspekte
Netzwerke bilden meist ein natürliches Monopol. Gründe dafür sind die fehlende Subadditivität, weil alle Netzmitglieder kostengünstiger herstellen oder nutzen können als ein einzelnes, die Marktmacht eines Netzes, das Marktversagen wegen fehlenden oder zu geringen Wettbewerbs außerhalb des Netzwerks und die erforderliche Marktregulierung durch Aufsichtsbehörden. In Deutschland werden viele Netzwerke durch die Bundesnetzagentur überwacht.
Netzwerke sind besonders anfällig gegen Störungen. Die Störung in lediglich einem eng begrenzten Netzteil (etwa Verkehrsunfall) kann sich als Dominoeffekt auf einen größeren Verkehrsraum (durch Verkehrsstau) auswirken. So führt der Ausfall eines Umspannwerks zum Stromausfall in der gesamten Netzregion.
Netzwerke unterliegen dem Netzwerkeffekt, der zur Folge hat, dass mit zunehmender Anzahl der Benutzer für jeden Benutzer der Nutzen des Netzwerks steigt und umgekehrt. Klassisches Beispiel eines positiven Netzwerkeffekts ist das Telefonnetz. Der Nutzen aus einem Telefon steigt für den Besitzer mit der Zahl der übrigen Besitzer eines Telefons, weil er mehr Teilnehmer erreichen kann. Soziale Netzwerke wie Twitter und Facebook beruhen auf diesem Prinzip. Wird eine kritische Masse (englisch Tipping-Point) erreicht, so steigt dem Metcalfeschen Gesetz zufolge die Nutzerzahl exponentiell an, während die Kosten lediglich linear zunehmen. Mit ökonomischen Fragen zu Netzwerken setzt sich die Netzwerkökonomik auseinander.